# Зеленополь (Розовский район)
Зеленополь (укр. Зеленопіль) — село в Пролетарском сельском совете, Розовский район, Запорожская область, Украина.
Код КОАТУУ — 2324984003. Население по переписи 2001 года составляло 355 человек.

## Географическое положение
Село Зеленополь находится в 3-х км от села Надийное и в 4-х км от села Новозлатополь.
По селу протекает пересыхающий ручей с запрудой.